# Galletas danesas

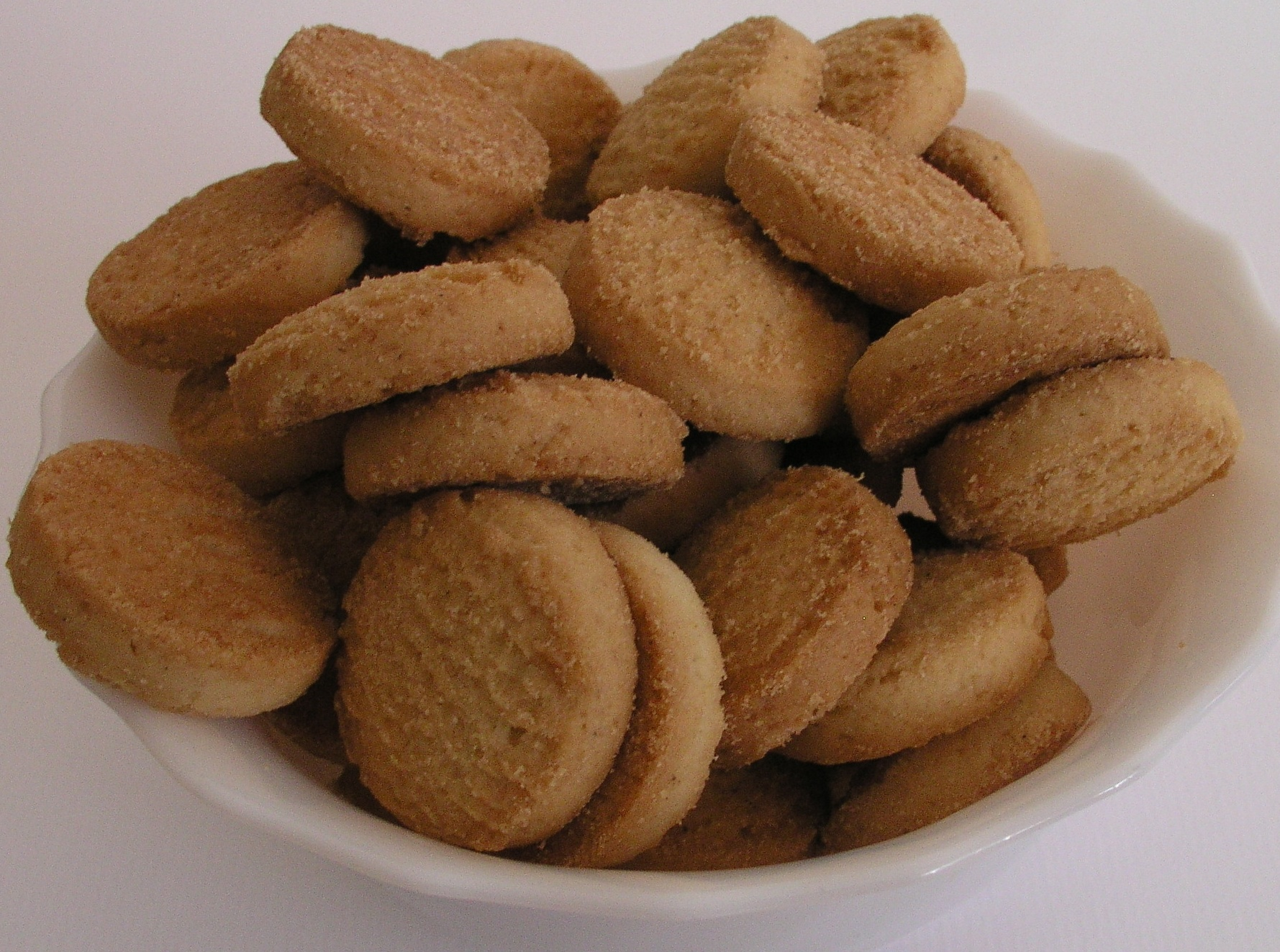
Galletas danesas.

Las galletas danesas, conocidas también como Brysselkex, butter cookies, galletas de mantequilla o sablés, son galletas preparadas con mantequilla, harina y azúcar. A menudo son clasificadas como "galleta crujiente" debido a su textura, causado en parte a la cantidad de mantequilla y azúcar. En general, es necesario enfriar la masa para permitir una adecuada manipulación y procesamiento. Las galletas danesas clásicas no tienen sabor, pero pueden ser con sabor a vainilla o chocolate. También vienen en una variedad de formas tales como círculos, óvalos o cuadrados, y las apariencias, como mármol, marcada o llanura. En algunas partes del mundo, como los países europeos, América del Norte y Centroamérica a menudo se sirven durante la época de Navidad.
Algunas de ellas pueden estar cubiertas de azúcar en su parte exterior.

## En la cultura popular
- Las galletas danesas suelen envasarse en cajas metálicas cilíndricas, que se representan en series como costureros.